# Serfouette

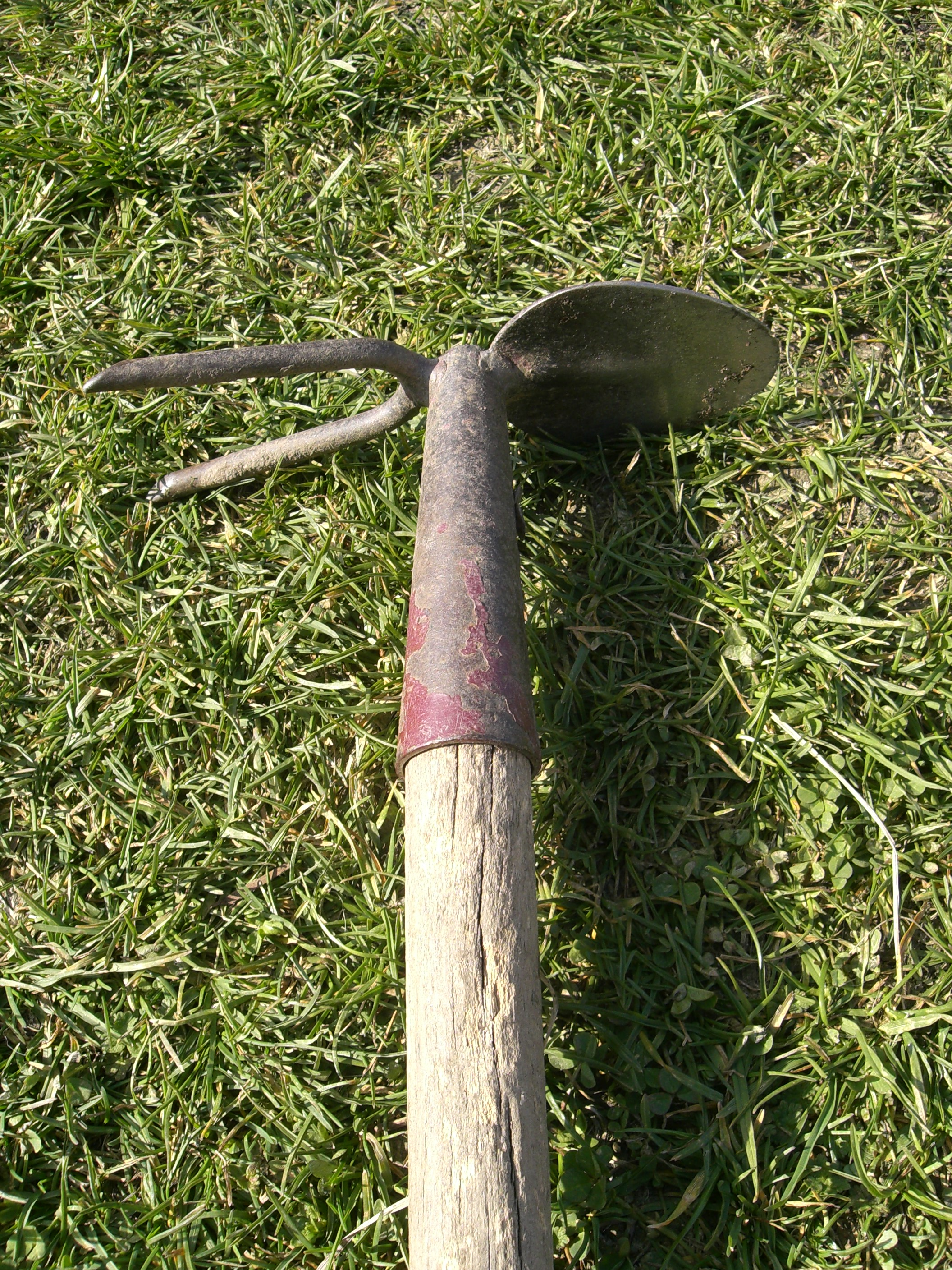
Une serfouette à griffe.

Une serfouette ou un rayonnoir est un instrument aratoire manuel comportant un manche où se fixe une partie métallique qui peut être de deux formes. La première forme se compose d'une houe opposée à une griffe à deux ou trois dents en acier trempé, tandis que la seconde forme voit cette griffe remplacée par une langue métallique pointue. La houe peut être de largeur variable. La serfouette est un outil polyvalent qui sert à creuser, biner, sarcler, butter, ou encore à marquer par empreinte dans le sol une ligne tracée à l'aide d’un cordeau pour préparer les semis.

## Historique
Pour « bien arborizer », Gargantua utilisait, entre autres instruments, la  serfouette (« cerfouette »). Si le terme apparaît ici en 1535, l’expression « cerfoïr », serfouir, est répertoriée depuis bien avant, dès la fin du XIIe siècle, dans l’Estoire de la guerre sainte du trouvère normand Ambroise. Elle signifie « creuser tout autour », et provient du latin vulgaire *circumfodire, latin classique circumfodere. L’on retrouve ce même terme dans Le Roman de la Rose (1237 et 1275- 1280). Olivier de Serres dans son Théâtre d'agriculture et mesnage des champs, paru en 1606, précise ce que voulait dire serfouir ou « serfouer » : « … Puis les oignons, par sarfouer et sarcler nettement tenus, seront deschargés d’importun voisinage ». Sarfouer, c’est aussi « bécher légèrement la terre entre les plantes pour la rafraîchir, et les faire mieux pousser après les avoir sarclées ». Ce labour superficiel de la terre nécessite un outil combiné, associant  une petite bêche qui forme un angle droit avec le manche auquel on place une petite fourche à deux dents ; cet instrument porte le nom de serfouette. On appellera cet instrument aussi trace-sillon lorsqu'une de ses lames se termine en carré, et l’autre a une forme de langue-de-bœuf, permettant de tracer de légers sillons pour planter des oignons à fleurs, et faire certains semis en rayons. Aujourd’hui, on définit la serfouette comme un outil à double usage que rassemble, en multiples combinaisons, des pointes ou langues servant à rayonner le sol, des pannes plus ou moins étroites (houes légères), et une paire de crochets. Les associations les plus courantes pour le jardinage sont pointe-panne, panne-crochet et pointe-crochet. 
L'on connaît un outil appelé ascia qu’utilisaient les Romains, ressemblant à une herminette pour le travail du bois qui pouvait être utilisée comme houe, et qui permettait aussi de fouiller la terre. Tandis que cet outil à manche long s’était répandu dans plusieurs pays d'Europe. celui à manche court, appelé "serfouette belge" (néerl. Klauwkrabbertje), n'aurait été utilisé qu’aux Pays-Bas, attirant l'attention des  voisins de ce pays au XIXe siècle.